# Ranxeria Hopland
La banda Hopland d'indis pomo de la ranxeria Hopland és una tribu reconeguda federalment dels pomo al comtat de Mendocino (Califòrnia), al sud d'Ukiah. La banda Hopland de pomoa viscut tradicionalment a la vall de Sanel.

## Reserva
La reserva dels pomo Hopland és la ranxeria Hopland. Aproximadament 291 membres tribals viuen a l'àrea i 45 a la reserva. La ranxeria fou establida en 1907 i té una superfície de 40 acres (160.000 m²). Es troba unes 3 milles a l'est de Hopland (Califòrnia).

## Govern
Els pomo Hopland ratificaren llur constitució el 20 d'agost de 1981, que establí un consell de govern de 7 persones. L'actual cap tribal és Shawn Pady. La tribu dirigeix els seus negocis des de Hopland (Califòrnia).

## Serveis i programes
La banda Hopland d'indis pomo té un programa d'educació tribal, una oficina d'EPA, departaments de salut, serveis, policia, sistema judicial i corporació de desenvolupament econòmic. La tribu posseeix i gestiona en Casino Hopland Sho-Ka-Wah, situat a l'est Hopland.